# سوزوکی اینازوما
سوزوکی اینازوما (به انگلیسی: Suzuki Inazuma) یک موتورسیکلت ژاپنی خیابانی ۲۴۸ سی‌سی (۱۵٫۱ مکعب اینچ) دوسیلندر که در بازارهای مختلف از جمله استرالیا، آسیا و اروپا به فروش می‌رسید. در اتحادیه اروپا اینازوما۲۵۰ و در ژاپن جی‌اس‌آر۲۵۰ نامیده می‌شد. همچنین در نسخه‌های اف و اس (250F، 250S) وجود داشت. این محصول توسط سرویس‌های پلیس مختلف از جمله چین، ژاپن و ایالات متحده استفاده می‌شود. با توجه به قوانین ایمنی اتحادیه اروپا، اینازوما در اروپا متوقف شد، زیرا ترمز ضد قفل از سال ۲۰۱۷ برای تمام موتورسیکلت‌های با حجم بیش از ۱۲۵ سی‌سی اجباری است و هیچ برنامه‌ای برای اینازوما مجهز به این سیستم وجود نداشت. (اینازوما در زبان ژاپنی به معنای صاعقه می‌باشد)

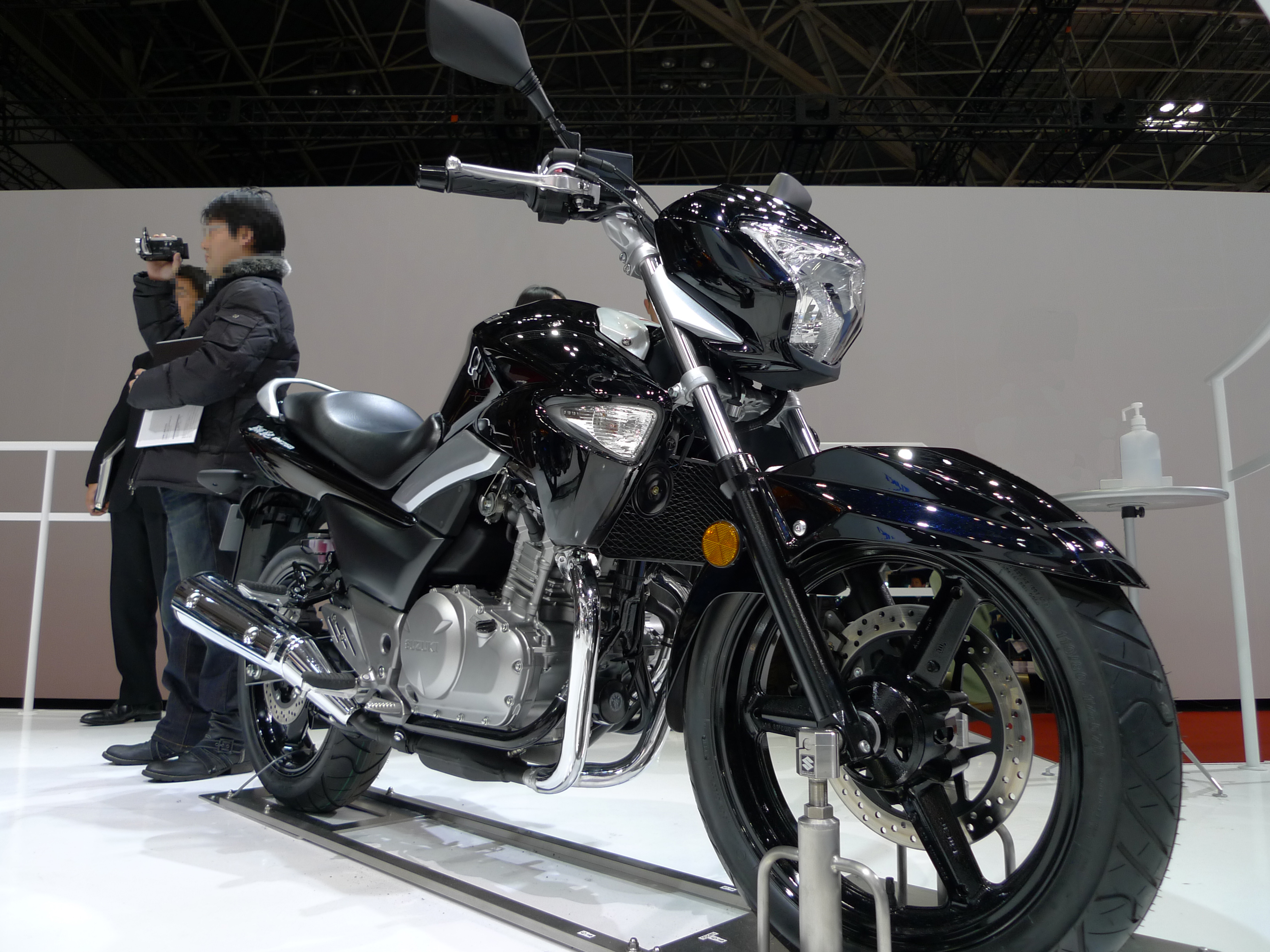
سوزوکی اینازوما

این موتورسیکلت در حالی که در رسانه‌ها به دلیل داشتن کیفیت ساخت بالا و سواری آسان مورد تحسین قرار گرفت، به دلیل نداشتن «شتاب، سرعت و قدرت بالا» مورد انتقاد قرار گرفت.

## مشخصات فنی
یک انجین دوسیلندر ۲۴۸ سی‌سی با توان خروجی ۲۴ اسب بخار و حداکثر سرعت ۱۴۰ کیلومتر همراه با یک جعبه دنده شش سرعته دستی و دارای دو اگزوز (برای هر سیلندر یک عدد) و ترمزهای دیسکی برای هر دو چرخ می‌باشد. 

## اینازوما در ایران
این موتورسیکلت در سال ۱۳۹۵ توسط شرکت تک‌تاز موتور وارد ایران شد، ولی به دلیل شتاب، سرعت نه‌چندان بالا و قیمت گران‌اش نتوانست در میان رقبای خود مانند: بنلی ۳۰۰ دوسیلندر و هوندا سی‌بی‌آر ۲۵۰ محبوبیتی پيدا کند.
از مزایای خوب این موتورسیکلت می‌توان به سواری بسیار نرم، هندلینگ خوب و کیفیت بالای قطعات بکار رفته در آن اشاره کرد.